# Сент-Аман-Монрон (округ)
Сент-Ама́н-Монро́н (фр. Saint-Amand-Montrond) — округ (фр. Arrondissement) во Франции, один из округов в регионе Центр (регион Франции). Департамент округа — Шер. Супрефектура — Сент-Аман-Монрон.
Население округа на 2006 год составляло 67 468 человек. Плотность населения составляет 25 чел./км². Площадь округа составляет всего 2670 км².